# Cappuccino
En cappuccino er en italiensk kaffedrik, der laves af espresso, skummet, varm mælk. Espresso i bunden, derpå den varme, skummede mælk, og øverst evt. et drys af kakao, kanel eller muskatnød. Serveres typisk med rørsukker. Som udgangspunkt siger man 1/3 espresso, 1/3 dampet mælk, og 1/3 skum, men cappuccino severes som regel med mere end 1/3 dampet mælk.
Forskellen på en Cappuccino og en Caffè latte (italiensk: "kaffe mælk") er dels, at den er mindre (man kunne fristes til at tro at -ino endelsen kommer deraf, men etymologien er en anden), dels at en Caffè latte er mest bestående af dampet mælk (ca. 3/4) og kun med en anelse skum.
Versionen "Latte macchiato" ("plettet mælk") bestod oprindeligt af et glas varmt mælk (uden skum) med en sjat kaffe i, som barista'en får ved at lade lidt vand køre gennem espressokaffemaskinen, altså en "gratis" kaffe – brygget på brugt kaffegrums – i varm mælk.
På de fleste danske caféer vil Latte Macchiato dog være nogenlunde det samme som Caffé Latte, (med friskbrygget espresso).

## Hjemmelavet mælkeskum
Der bruges normalt en maskine til at lave Cappuccinoen med, en såkaldt mælkeskummer bruges til at lave den tykke skum som kendetegner drinken, men det er muligt at lave en udgave af skummet uden brug af en maskine. Dette gøres ved at hælde kold mælk (mini- eller skummetmælk virker bedre end sødmælk, da det er mængden af proteinmolekyler, der får mælken til at skumme) i en kasserolle, hvor du efterlader plads til skummet, og sætter det over på komfuret ved lav varme (undgå kogning) og omrør mælken under hele forløbet, hurtigere som varmen tiltager. Der vil opstå en luftig skum af mælken og denne kan benyttes i kaffen. Mælken vil dog hurtigt falde sammen igen, da fyldigheden er skabt af luftbobler og ikke ved at denaturere proteinmolekylerne, som det sker ved brug af dampskumning.